# Luciano Gomide
Luciano Gomide (Rio de Janeiro, 31 oktober 1975) is een Braziliaans autocoureur.

## Carrière
Gomide begon zijn autosportcarrière in 1996 in de Braziliaanse Formule Ford en won één race in dit kampioenschap. Hierna nam hij in 2000 weer deel aan zijn volgende race, waarbij hij zijn Formule 3-debuut maakte in het Amerikaanse Formule 3-kampioenschap voor het team EuroInternational. Hij reed in zeven van de elf races en won deze allemaal, maar eindigde desondanks als tweede in de eindstand met 140 punten, twee minder dan kampioen Stuart Crow. In 2001 keerde hij terug in dit kampioenschap en won zeven van de acht races, waardoor hij met 70 punten overtuigend kampioen werd.
In 2002 maakte Gomide de overstap naar de World Series by Nissan, waarin hij uitkwam voor het team KTR. Zijn beste resultaten waren twee zevende plaatsen op het Circuit Ricardo Tormo Valencia en het Circuito de Albacete, maar drie raceweekenden voor het einde van het kampioenschap werd hij vervangen door Jonathan Cochet. Uiteindelijk werd hij zeventiende in de eindstand met 16 punten. Hierna nam Gomide niet meer deel aan grote internationale races.